# الأثر البيئي للحرب

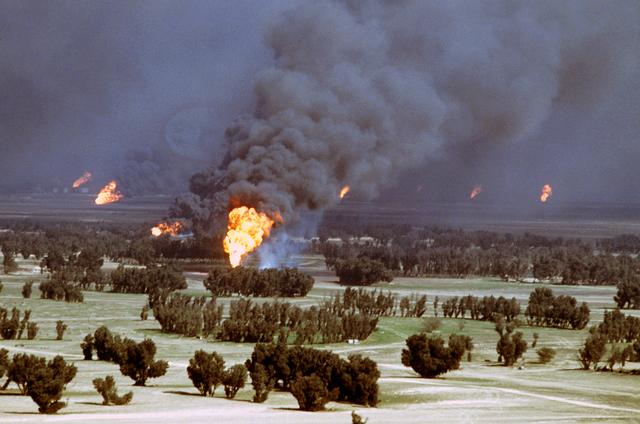
حرائق حقول النفط التي أشعلتها قوات نظام صدام حسين في الكويت بعد انسحابها خلال حرب الخليج الثانية

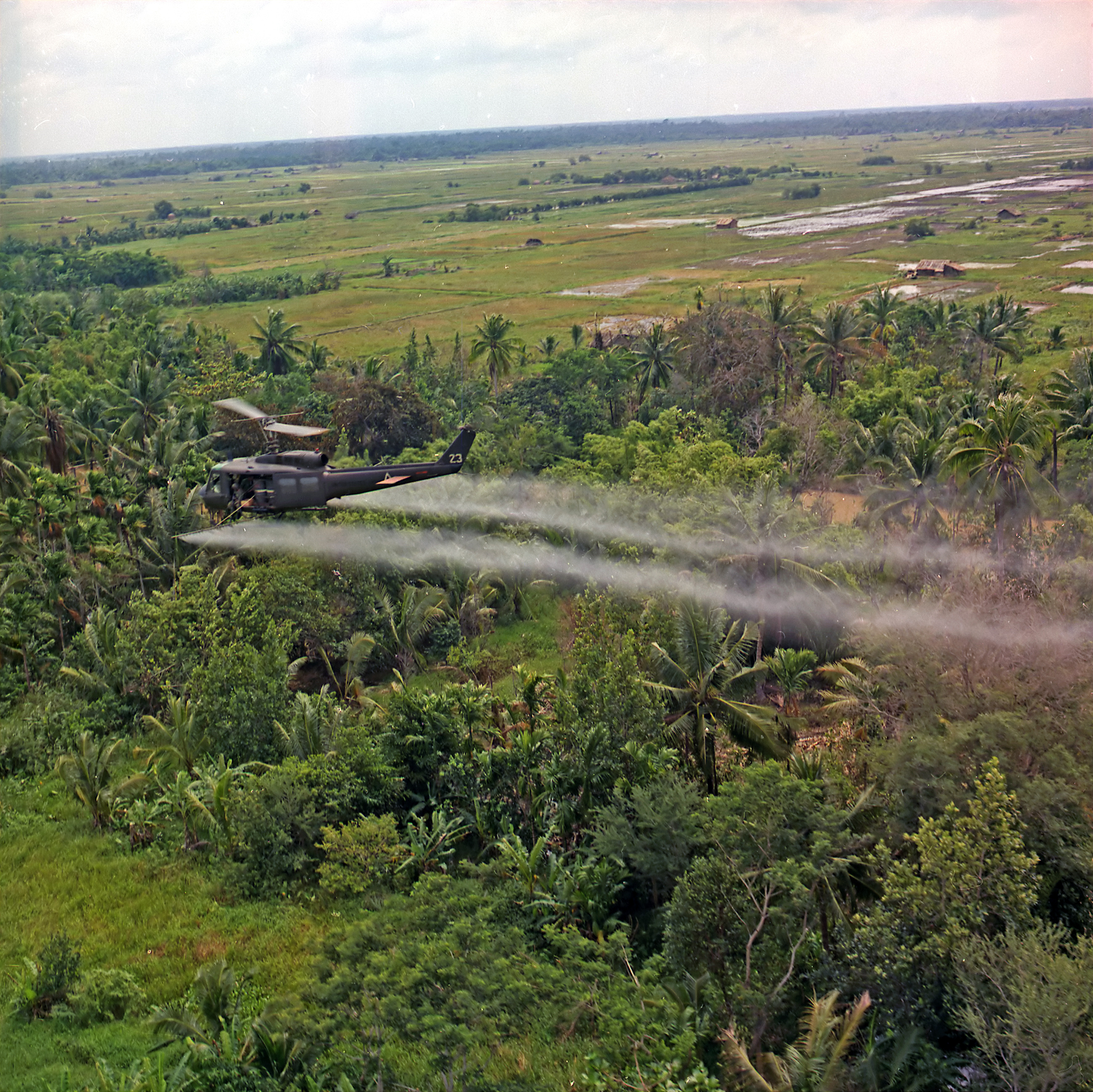
مروحية ترش مبيد العامل البرتقالي على الأراضي الزراعية خلال حرب فيتنام

تركز دراسة الأثر البيئي للحرب على تطور الحرب وتأثيراتها المتزايدة على البيئة الطبيعية. استُخدمت سياسة الأرض المحروقة في معظم الحالات التاريخية المسجلة. ومع ذلك، فإن أساليب الحرب الحديثة تسبب دمارًا أكبر بكثير على البيئة الطبيعية، إذ أدى تطور الحرب من الأسلحة الكيميائية إلى الأسلحة النووية إلى زيادة الضغط المُطبق على النظم البيئية والبيئة الطبيعية. تشمل الأمثلة المحددة للأثر البيئي للحرب ما يلي:  حروب اسرائيل ضد لبنان وغزة والحرب العالمية الأولى والحرب العالمية الثانية وحرب فيتنام والحرب الأهلية الرواندية وحرب كوسوفو وحرب الخليج الثانية.

## أحداث تاريخية

### فيتنام ورواندا والبيئة الطبيعية
كان لحرب فيتنام آثار بيئية كبيرة، وذلك من خلال استخدام المواد الكيميائية للتدمير العسكري للكساء النباتي الواسع. وجد الأعداء ميزة في البقاء مخفيين عن طريق اندماج مع السكان المدنيين أو عن طريق التستر باستخدام الغطاء النباتي الكثيف ومقاومة الجيوش المُستهدفة للنظم البيئية الطبيعية.
استخدم الجيش الأمريكي «أكثر من 20 مليون غالون من مبيدات الأعشاب، رُشّت من قبل الولايات المتحدة من أجل إزالة الغابات، وإيقاف نموها على طول حدود المواقع العسكرية والقضاء على محاصيل العدو».
أعطى استخدام المواد الكيميائية للولايات المتحدة الأمريكية ميزة في المجهود الحربي. ومع ذلك، لم تكن النباتات قادرة على التجدد وتركت خلفها سهولا طينية مكشوفة حتى بعد سنوات من رش المواد الكيميائية، التي لم تؤثر على النباتات فحسب بل على الحياة البرية أيضًا: «لقد وَثّقت دراسة أجراها علماء البيئة الفيتناميين في منتصف ثمانينيات القرن العشرين 24 نوعًا فقط من الطيور و5 أنواع من الثدييات الموجودة في الغابات التي رُشت فيها مبيدات الأعشاب وفي المناطق المُحولة، مُقارنةً مع 150 - 170 من أنواع الطيور و30 - 55 نوعًا من الثدييات الموجودة في الغابات البِكر».
تُكتشف الآن التأثيرات غير المؤكدة طويلة المدى لمبيدات الأعشاب من خلال النظر في أنماط توزيع الأنواع المعدلة من خلال تدهور الموائل وفقدانها في أنظمة الأراضي الرطبة، والتي نَضَبَت مياه جريانها السطحي من البر الرئيسي.
أدت الإبادة الجماعية في رواندا إلى مقتل حوالي 800,000 من التوتسي والهوتو المعتدلين، بل وخلقت الحرب هجرة جماعية لما يقارب المليوني شخص من الهوتو، إذ جعلتهم يفرون من رواندا على مدار بضعة أسابيع فقط إلى مخيمات اللاجئين في تنزانيا، وإلى جمهورية الكونغو الديمقراطية في الوقت الراهن. شكّل هذا النزوح الكبير للأشخاص في مخيمات اللاجئين ضغطًا على النظام البيئي المحيط، إذ أُزيلت الغابات من أجل توفير الحطب لبناء الملاجئ ولتشكيل مواقد الطهي: «عانى هؤلاء الناس من ظروف قاسية، وشكلوا أيضًا تهديدًا هامًا على الموارد الطبيعية».
شملت عواقب الصراع أيضًا تدهور المتنزهات والمحميات الوطنية. نقل الانهيار السكاني الذي حصل في رواندا كلًا من الأفراد والعاصمة إلى أجزاء أخرى من البلاد، الأمر الذي شكل صعوبة في حماية الحياة البرية.
تُعتبر الحرب عاملًا رئيسيًا في انخفاض أعداد الأحياء البرية داخل المتنزهات الوطنية وغيرها من المناطق المحمية على نطاق واسع في جميع أنحاء أفريقيا. ومع ذلك، فقد أظهر عددًا متزايدًا من مبادرات ترميم النظام البيئي، بما في ذلك في منتزه أكاجيرا الوطني في رواندا ومنتزه غورونغوسا الوطني في موزامبيق، أنه يمكن ترميم تعداد الحياة البرية والأنظمة البيئية بأكملها، حتى بعد النزاعات المدمرة التي يمكن أن تحدث. أكد الخبراء أن حل المشكلات الاجتماعية والاقتصادية والسياسية أمرًا ضروريًا لنجاح هذه الجهود المبذولة.

### الحرب العالمية الثانية
أدت الحرب العالمية الثانية إلى نقل السلع وزيادة الإنتاج وعسكرته بشكل كبير، مع إدخال العديد من العواقب البيئية الجديدة، التي لايزال من الممكن رؤيتها حتى اليوم. سببت الحرب العالمية الثانية دمارًا واسع النطاق على كل من البشر والحيوانات والمواد. ولا تزال آثار ما بعد الحرب واضحة على النظم البيئية والاجتماعية بعد عقود من الصراع.
استُخدمت خلال الحرب العالمية الثانية تقنية جديدة لصنع الطائرات التي كانت تُستخدم في الغارات الجوية. استُخدمت الطائرات أثناء الحرب لنقل الموارد من القواعد العسكرية المختلفة ولإلقاء القنابل على أهداف للأعداء وأهداف حيادية وصديقة على حد سواء، وقد تسببت هذه الأنشطة بإلحاق ضرر بالموائل.
تعاني النظم البيئية على غرار الحياة البرية، من التلوث الضوضائي الناجم عن الطائرات العسكرية. فخلال الحرب العالمية الثانية، كانت الطائرات بمثابة حاملات لنقل المواد المجلوبة الغريبة، إذ جُلبت الأعشاب الضارة والأنواع المُستنبتة إلى النظم البيئية للجزيرة المحيطية عن طريق مهابط الطائرات المُستخدمة للتزود بالوقود، ومحطة الانطلاق خلال العمليات الحاصلة في مسرح عمليات القوات الأمريكية في المحيط الهادئ.
كانت الجزر المعزولة حول أوروبا موطنًا لعدد كبير من الأنواع المستوطنة قبل الحرب، وامتلكت الحرب الجوية خلال الحرب العالمية الثانية تأثيرًا هائلًا على تقلب الحركيات السكانية.
أسقطت الولايات المتحدة قنبلة ذرية فوق مدينة هيروشيما في اليابان بعد أربع سنوات من الحرب العالمية الثانية في أغسطس عام 1945. لقي نحو 70 ألف شخصًا حتفهم خلال تسع ثوان في التفجير الذي وقع في هيروشيما، والذي كان شبيهًا بغارة مينتج هاوس الجوية الطاحنة على طوكيو. أسقطت الولايات المتحدة قنبلة ذرية ثانية على مدينة ناغازاكي الصناعية بعد ثلاثة أيام من التفجير الذي وقع في هيروشيما، الأمر الذي أسفر عن مقتل 35000 شخصًا على الفور. أطلق السلاح النووي عبئًا كارثيًا على تحميل الطاقة، إذ وصلت درجة الحرارة بمجرد انفجار القنابل إلى حوالي 7200 درجة فهرنهايت. فمع ارتفاع درجة الحرارة، تُدمر جميع النباتات والحيوانات إلى جانب البنية التحتية والحياة البشرية في منطقة تأثير التفجير.
أُطلقت كمية هائلة من الطاقة والجسيمات المُشعة عندما أُسقطت القنبلة الذرية. بل ولوثت الجسيمات المشعة الصادرة الأرض والمياه لمسافة أميال. أدى الانفجار الأولي إلى زيادة درجة حرارة السطح، إلى جانب الرياح المدمرة التي نجمت عنه، ودُمرت الأشجار والمباني على طول مسار الانفجار.
شهدت الغابات الأوروبية آثارًا رضّيّة نتيجة القتال خلال الحرب، إذ قُطعت أخشاب الأشجار خلف مناطق الحرب لإخلاء الطريق للقتال، بل وتعرضت الغابات المُدمرة في مناطق القتال للاستغلال.
بدأ استخدام المواد الكيميائية شديدة الخطورة لأول مرة خلال الحرب العالمية الثانية. نتجت الآثار الطويلة الأمد للمواد الكيميائية عن كل من استمرار أثرها المُحتمل وسوء برنامج التخلص للدول التي تمتلك أسلحة مخزنة. طور الكيميائيون الألمان خلال الحرب العالمية الأولى غاز الكلور وغاز الخردل، ولكن تطوير هذه الغازات أدى إلى حدوث العديد من الإصابات، وتسمم الأراضي في ساحات القتال وبالقرب منها.
طور الكيميائيون قنابل كيميائية أكثر ضررًا في وقت لاحق من الحرب العالمية الثانية، إذ عُبئت في براميل ودُفنت في قاع المحيطات. يُعرض التخلص من المواد الكيميائية في المحيط الحاويات القائمة على المعادن لخطر تآكلها وترشيح المحتويات الكيميائية للسفينة إلى المحيط. قد تنتشر الملوثات، من خلال التخلص من المواد الكيميائية في المحيط، في مختلف مكونات النظم البيئية التي تدمر النظم البيئية البحرية والبرية.
تضررت النظم البيئية البحرية خلال الحرب العالمية الثانية ليس فقط من الملوثات الكيميائية، ولكن من حطام السفن البحرية أيضًا التي سربت النفط إلى الماء، إذ يُقدر التلوث النفطي الحاصل في المحيط الأطلسي بسبب حطام السفن خلال الحرب العالمية الثانية بأكثر من 15 مليون طن. يصعب معالجة الانسكابات النفطية التي تستغرق سنوات عديدة للتنظيف. حتى يومنا هذا، لاتزال آثار النفط الناتجة عن حطام السفن البحرية والتي حدثت خلال الحرب العالمية الثانية موجودة في المحيط الأطلسي.